# Недоступ, Вадим Иоаннович
Вадим Иоаннович Недоступ (26 сентября 1939, Одесса — 6 марта 2022, Одесса) — советский и украинский ученый-теплофизик, доктор технических наук, профессор Заслуженный деятель науки и техники Украины. Главный научный сотрудник Физико-химического института им. А. В. Богатского НАН Украины. Автор более 200 научных работ, среди которых 5 монографий и 3 монографических обзора.

## Биография
Родился в Одессе. Отец — доцент Одесского института инженеров морского флота (ОИИМФ), мать — ассистент кафедры инфекционных болезней Одесского медицинского института, позднее известный специалист по детским нейроинфекциям. В 1956, по окончании с медалью средней школы № 50, поступил на судомеханический факультет Одесского института инженеров морского флота — ОИИМФ (теперь Морской технический университет), который окончил с отличием в 1961.
С 1963 по 1966 обучался в аспирантуре этого же института (руководитель профессор. Я. З. Казавчинский). В 1967 защитил диссертацию на тему «Исследование свойств газовых смесей методом термодинамического подобия»после чего три года работал старшим научным сотрудником в Проблемной лаборатории прикладной термодинамики ОИИМФ. В 1970 прошел по конкурсу на должность старшего научного сотрудника в Всесоюзный научно-исследовательский институт физико-технических и радио измерений (отдел низких температур, рук д.т. н. М. П. Орлова) В 1972 по приглашению профессора В. С. Мартыновского перешел в создававшийся в Одессе отдел Института технической теплофизики Академии наук УССР г. Киев, и с 1973 г.исполнял обязанности зав.отделом. В 1978 отдел был переведен в организованный академиком АН УССР А. В. Богатским в Одессе Физико-химический институт АН УССР .В 1984 г защитил докторскую диссертацию на тему "Метод идеальных кривых и его применение для расчета и обобщения теплофизических свойств газов и жидкостей " С 1984 г по 2014 г. руководил отделом Термодинамики и теоретической химии. С 1989 по 2016 работал заместителем директора по научной работе Физико-химического института имени А. В. Богатского. Главный научный сотрудник института.

## Научная деятельность
Основное направление работ связано с разработкой новых уравнений состояния и методов расчета и прогнозирования экспериментально неизученных веществ и соединений. Он был одним из пионеров комплексного изучения т. н. идеальных кривых на термодинамической поверхности реального газа. Им в частности показано, как с помощью однопараметрического семейства этих кривых можно получить класс линейчатых поверхностей, к которым относятся поверхности состояния газов и жидкостей. На основании этого получены эффективные формы уравнений состояния, в том числе одно из первых канонических уравнений для высоких температур и давлений. В последние годы в круг научных интересов вошла разработка методов QSPR для определения термодинамических свойств сложных органических соединений.
Был членом Комиссии АН СССР по таблицам теплофизических свойств Международного союза теоретической и прикладной химии IUPAC. В Отчете советской комиссии-монографии Теплофизические свойства газов и жидкостей.(1964—1971) АН СССР.-Махачкала,1972. он автор 11 главы-Теплофизические свойства газовых смесей (с.275-289). Член редколлегии трех журналов, член научного Совета Публичной библиотеки г. Одессы, член совета по защите диссертаций и др. Член союза журналистов. Автор статей по истории развития теплофизики в Одессе, о проф. Я.З Казавчинском, о проф. М. Л. Бурышкине, об одессите и выдающемся американским термодинамике А. И. Калине и др.

## Работы
- Thermophysical properties of neon, argon, krypton and xenon.Hemisphere publ.corp.-Washington,N.Y.,London,-1987.-604 p.
- Расчет термодинамических свойств газов и жидкостей методом идеальных кривых.-Киев.-Наукова Думка,1986.-193 с.
- Термодинамические свойства газов при высоких температурах и давлениях.-Киев.-Наукова Думка.1990.-196 с.
- Прямые методы определения энергии межмолекулярного взаимодействия по теплофизическим данным.//Обзоры по теплофизическим свойствам веществ-Москва. ИВТАН СССР.-1983.-№ 1(39).-с.73-121.
- Идеальные кривые на термодинамической поверхности реального газа.//Обзоры по теплофизическим свойствам веществ.-Москва. ИВТАН СССР.-1985.-№ 2(52).-с.46-85.
- Уравнения состояния экстремально сжатых газов.//Обзоры по теплофизическим свойствам веществ.-Москва. ИВТАН СССР.-1988.-№ 5(73).-79c.
- Каноническое уравнение состояния реального газа для высоких температур и давлений//Теплофизика высоких температур .=1988.-т 26 .-№ 5
- Асимптотические свойства идеальных кривых на термодинамической поверхности.//Теплофизика высоких температур.-2013.-т51.-№ 1.
- Classical ideal curves in the phase diagrams for simple substances//High Temperature.-2015.-Vol.53.-№ 1
- Идеальные кривые: термодинамика, геометрия, использование.-Одесса-Издательский. центр-2021-316 стр.

## Награды
- Заслуженный деятель науки и техники Украины, 1992 г.
- Орден за заслуги III степени, 2003 г.
- Почетная грамота Верховного Совета Украины, 2009 г.
- Знак Отличия Национальной Академии наук Украины «За подготовку научной смены», 2006 г.
- Почетный знак отличия Одесской областной государственной администрации, 2014 г.